# Gimnàrtrids
Els gimnàrtrids (Gymnarthridae) són una família extinta de tetràpodes lepospòndils de l'ordre Microsauria que visqueren des de començaments del període Carbonífer fins a finals del període Permià, en el que avui són els Estats Units, Canadà i la República Txeca.